# II liga polska w futsalu (2004/2005)
II liga polska w futsalu 2004/2005 - czwarta edycja drugiego poziomu rozgrywek klubowych polskiej ligi futsalu. W lidze wystąpiło 15 zespołów w dwóch grupach, które walczyły systemem "każdy z każdym" o awans do I ligi. Do najwyższej klasy rozgrywkowej awansowały dwa najlepsze zespoły. W walce o dodatkowe miejsca promujące awansem do I ligi rozegrano baraże, które zakończyły się zwycięstwem drużyn II-ligowych.
| Poziomy ligowe w futsalu w sezonie 2004/2005 | Poziomy ligowe w futsalu w sezonie 2004/2005 | Poziomy ligowe w futsalu w sezonie 2004/2005 | Poziomy ligowe w futsalu w sezonie 2004/2005 |
| Rozgrywki                                    | Poziomy ligowe                               | Liga                                         | Sezon                                        |
| -------------------------------------------- | -------------------------------------------- | -------------------------------------------- | -------------------------------------------- |
| Centralne                                    | I poziom                                     | I Liga                                       | Sezon 2004/2005 (1 grupa)                    |
| Centralne                                    | II poziom                                    | II Liga                                      | Sezon 2004/2005 (2 grupy)                    |
| Regionalne                                   | III poziom                                   |                                              |                                              |

## Tabele

### Grupa Północna
| Lp. | Drużyna                   | M  | Z  | R | P  | Bramki | Bramki | +/- | Pkt. | Uwagi           |
| --- | ------------------------- | -- | -- | - | -- | ------ | ------ | --- | ---- | --------------- |
| 1   | Arpol Toruń (s)           | 12 | 10 | 0 | 2  | 56     | 29     | +27 | 30   | Awans           |
| 2   | Pogoń 04 Szczecin         | 12 | 9  | 1 | 2  | 75     | 30     | +45 | 28   | Baraż (*)       |
| 3   | Polindex Włocławek        | 12 | 7  | 0 | 5  | 70     | 50     | +20 | 21   | Wyc. po sezonie |
| 4   | TPH Polkowice (s)         | 12 | 5  | 1 | 6  | 48     | 54     | -6  | 16   |                 |
| 5   | Wulkan-Tryumf Wrocław (b) | 12 | 4  | 0 | 8  | 54     | 65     | -11 | 12   | Wyc. po sezonie |
| 6   | TPC Komputery Legnica (s) | 12 | 4  | 0 | 8  | 37     | 87     | -50 | 12   |                 |
| 7   | Centrum Nowa Ruda         | 12 | 2  | 0 | 10 | 55     | 80     | -25 | 6    |                 |

- Przed sezonem doszło do fuzji  NPI i Jedynki (dawnej Selfy) Szczecin, finalnie powstał klub Pogoń 04 Szczecin.
- Zmiana nazwy Cuprum na TPH Polkowice.
- Centrum Nowa Ruda przeniesione z grupy południowej. Po sezonie klub powrócił do grupy południowej.
- W związku z wycofaniem dwóch drużyn z I ligi, Pogoń 04 została dokoptowana do I ligi.

Źródło 

### Grupa Południowa
| Lp. | Drużyna              | M  | Z | R | P  | Bramki | Bramki | +/- | Pkt. | Uwagi       |
| --- | -------------------- | -- | - | - | -- | ------ | ------ | --- | ---- | ----------- |
| 1   | Kupczyk Kraków (b)   | 14 | 9 | 1 | 4  | 76     | 44     | +32 | 28   | Awans       |
| 2   | Marex Chorzów (b)    | 14 | 8 | 4 | 2  | 105    | 67     | +38 | 28   | Baraż/Awans |
| 3   | UPOS System Knurów   | 14 | 8 | 2 | 4  | 64     | 73     | -9  | 26   |             |
| 4   | Strzelec Gorzyczki   | 14 | 6 | 3 | 5  | 76     | 81     | -5  | 21   |             |
| 5   | Otmęt Krapkowice (b) | 14 | 5 | 3 | 6  | 87     | 70     | +17 | 18   |             |
| 6   | FKR Tychy            | 14 | 5 | 2 | 7  | 68     | 86     | -18 | 17   |             |
| 7   | WSB Chorzów          | 14 | 3 | 3 | 8  | 62     | 87     | -25 | 12   |             |
| 8   | Rodakowski Tychy (s) | 14 | 2 | 2 | 10 | 56     | 86     | -30 | 8    |             |

- Skała Tychy zmiana nazwy na Rodakowski Tychy.

Źródło 

## Baraże o awans do ekstraklasy
- I para barażowa
  - 3 maja 2005, Marex Chorzów - Owlex Łódź 5:5
  - 8 maja 2005, Owlex Łódź - Marex Chorzów 3:5
- II para barażowa
  - 3 maja 2005, Pogoń 04 Szczecin - Radan Gliwice 4:8
  - 8 maja 2005, Radan Gliwice - Pogoń 04 Szczecin 2:3

Źródło 

## Źródła
- Portal Łączy nas piłka PZPN
- Portal 90.minut.pl